# Euphorbia cactus
Euphorbia cactus là một loài thực vật có hoa trong họ Đại kích. Loài này được Ehrenb. ex Boiss. mô tả khoa học đầu tiên năm 1862.